# Jezioro Młyńskie (gmina Kwilcz)
Jezioro Młyńskie – jezioro morenowe w woj. wielkopolskim, w powiecie międzychodzkim, w gminie Kwilcz, w południowo-zachodniej części wsi Prusim, leżące na terenie Pojezierza Poznańskiego. Jezioro leży na obszarze Sierakowskiego Parku Krajobrazowego.

## Dane morfometryczne
Powierzchnia zwierciadła wody według różnych źródeł wynosi od 16,0 ha przez 18,4 ha od 18,47 ha.
Zwierciadło wody położone jest na wysokości 51,4 m n.p.m. lub 51,8 m n.p.m. lub 52,1 m n.p.m.
Średnia głębokość jeziora wynosi 7,7 m, natomiast głębokość maksymalna 17,9 m.
Jezioro Młyńskie jest piątym, pod względem powierzchni jeziorem w gminie Kwilcz.